# Ansätten
Ansätten är ett fjäll nära Bakvattnet i Offerdals socken i Krokoms kommun, Jämtland. 
Ansättens topp är 1090 m ö.h. Ansätten nås enklast via Åkersjön och Bakvattnet eller från Jänsmässholmen i Offerdals socken. Ansätten är även känt som blomsterfjället och ligger inom Oldflån-Ansättens naturreservat. Det finns cirka 250 arter av kärlväxter noterade från området.